# MacGruber
Pour plus de détails, voir Fiche technique et Distribution.
MacGruber est un film américain réalisé par Jorma Taccone et sorti en salles en 2010. Il s'agit d'une adaptation cinématographique d'un sketch parodiant la série télévisée MacGyver, créée sur l'émission Saturday Night Live.

## Synopsis
MacGruber a pris sa retraite en tant que moine en Équateur après l'assassinat de sa fiancée. Mais il est appelé par un colonel qui a besoin de lui pour sauver son pays. Il devra ainsi combattre son ennemi juré Cunth, qui détient une arme nucléaire et qui, de plus, est l'assassin de la fiancée de l'ancien agent spécial. Avant de se frotter à son éternel ennemi, Mac Gruber doit faire équipe avec une ancienne amie et un lieutenant spécialiste des armes. Voulant empêcher Cunth de faire exploser une tête nucléaire qu'il a volée, le trio doit redoubler d'audace et de créativité afin de mettre la main sur lui. Mais les méthodes d'une autre époque de MacGruber ne fonctionnent plus de nos jours...

## Fiche technique
- Titre original : MacGruber
- Réalisation : Jorma Taccone
- Scénario : Will Forte, John Solomon et Jorma Taccone
- Musique : Matthew Compton
- Image : Brandon Trost
- Montage : Jamie Gross
- Distribution des rôles : Sheila Jaffe
- Création des décors : Robb Wilson King
- Direction artistique : Steven Maes
- Décorateur de plateau : Wilhelm Pfau
- Création des costumes : Susanna Puisto
- Sociétés de production : Michaels-Goldwyn et Relativity Media
- Société de distribution : Universal Pictures
- Pays :  États-Unis
- Budget : 10 millions de dollars
- Genre : Comédie, action et espionnage
- Durée : 88 minutes
- Format : Couleur - son Dolby DigitalDTS - rapport de forme : 2.35 : 1
- Dates de sortie en salles : 
  - États-Unis : 15 mars 2010 (South by Southwest Film Festival)
  - Canada, États-Unis : 21 mai 2010
  - Royaume-Uni : 18 juin 2010

## Distribution
- Will Forte (VQ : François Trudel) : MacGruber
- Chris Jericho : Frank Korver
- Val Kilmer (VQ : Gilbert Lachance) : Dieter von Kouill
- Dalip Singh : Tug Phelps
- Kristen Wiig (VQ : Viviane Pacal) : Vicki St. Elmo
- Ryan Phillippe (VQ : Martin Watier) : le lieutenant Dixon Piper
- Maya Rudolph (VQ : Catherine Hamann) : Casey
- Powers Boothe (VQ : Guy Nadon) : le colonel Jim Faith
- Timothy V. Murphy (VQ : Patrick Chouinard) : Constantine
- Mark Henry : Tut Beemer
- Glenn Jacobs : Tanker Lutz
- Paul Wight : Brick Hughes
- Alvin Burke, Jr : Vernon Freedom
- Gregory Alan Williams : ministre
- Mark William Callaway : personnage irréel

## Accueil
En plus de critiques mitigées,, MacGruber est un échec commercial, récoltant 9,5 millions de dollars de recettes pour un budget de 10 millions de dollars et fait partie, selon le magazine Forbes, des 10 plus grands flops du cinéma américain de l'année 2010.
Le film n'est pas sorti en salles ni en DVD en France, mais a connu une diffusion télévisée sur OCS Max le 28 novembre 2013.